# Gálea

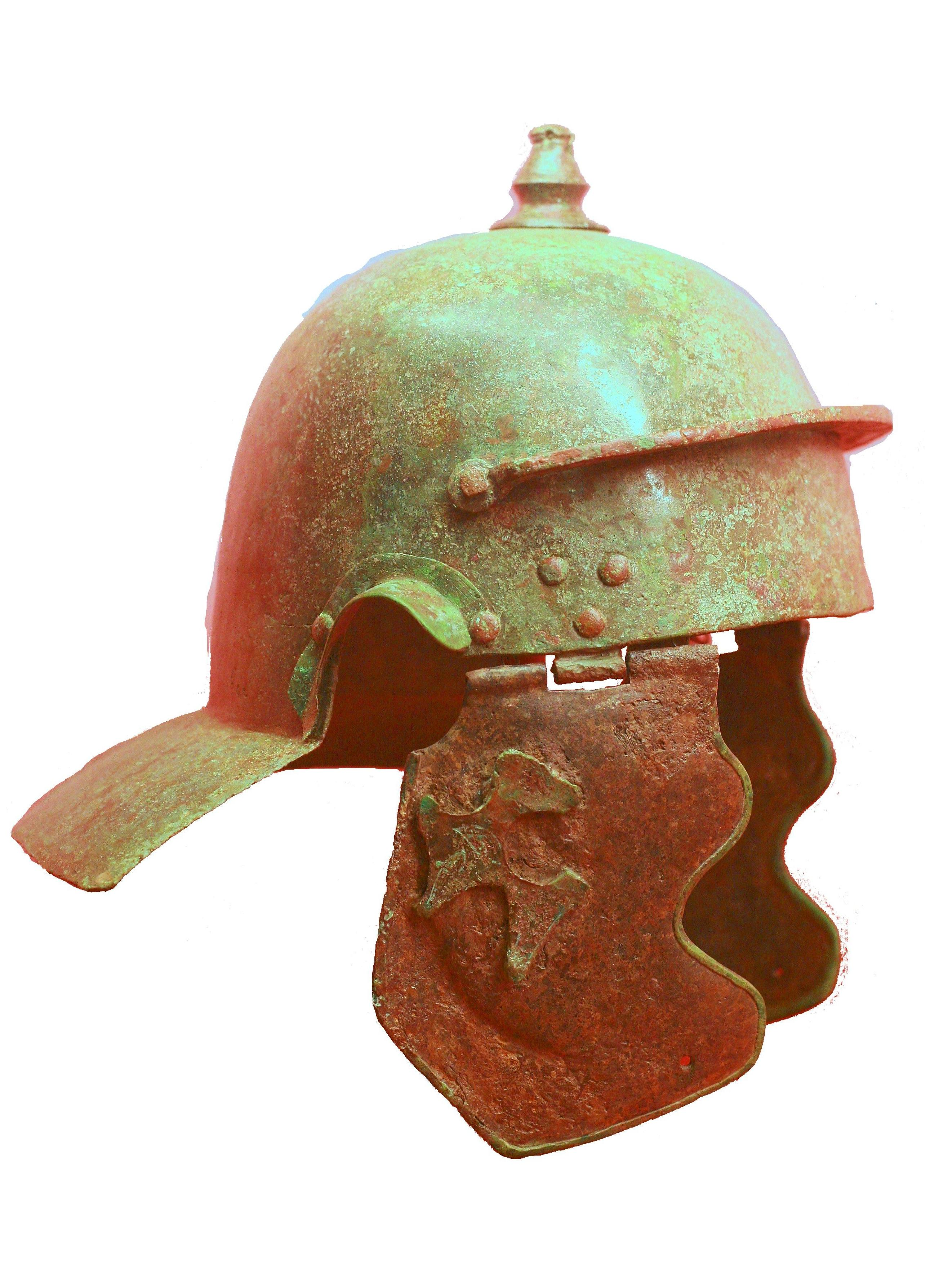
Casco tipo imperial o gálea

El casco imperial o gálea es un tipo de casco militar romano usado por las legiones romanas de la época del Imperio. Sustituyó al Casco de Montefortino y al Casco Coolus.
Era de cuero, en lo cual se diferenciaba del cassis (que era de metal); sin embargo, los escritores, aun los militares, no siempre observan esta distinción. Se sabe que en el ejército de Servio Tulio llevaban gálea los ciudadanos de las tres primeras clases, los cuales iban armados a la griega. Propercio (XIV, 10, 20) presenta a Rómulo llevando una galea lupina (casco de piel de lobo) y, en efecto, los vélites romanos portaban una piel de este animal encima del casco y los augures, por una reminiscencia de una antigua costumbre, llevaban en la cabeza una piel de animal.
El arte plástico puso a ciertas figuras el casco metálico en forma de despojo de un animal, como se ve en el Hércules del frontón del templo de Afaya en Egina.

## Galearius
El galearius era, según algunos, el siervo encargado de llevar la gálea durante las marchas. 